# Az utolsó hajnal
Pour plus de détails, voir Fiche technique et Distribution.
Az utolsó hajnal est un film hongrois réalisé par Michael Curtiz, sorti en 1917.

## Fiche technique
- Titre : Az utolsó hajnal
- Réalisation : Michael Curtiz
- Scénario : Alfred Deutsch-German, Iván Siklósi et Ladislaus Vajda
- Photographie : József Bécsi (en)
- Pays d'origine : Hongrie
- Format : Noir et blanc - 1,33:1 - Film muet
- Genre : drame
- Date de sortie : 1917

## Distribution
- Erzsi B. Marton : Princesse Halasdane / Mary, fille tutrice de Harding
- Jenö Balassa : Lord Harding
- Andor Kardos : Douglas ezredes
- Leopold Kramer : Harry Kernett
- Claire Lotto : Hella
- Kálmán Ujj : Edward / Dr Hyttara Sahib